# Gnathocera sericea
Gnathocera sericea är en skalbaggsart som beskrevs av Moser 1911. Gnathocera sericea ingår i släktet Gnathocera och familjen Cetoniidae.

## Underarter
Arten delas in i följande underarter:
- G. s. saegeri
- G. s. obscura
- G. s. kolini